# مپل والی، شهرستان سانیلاک، میشیگان
مپل والی (به انگلیسی: Maple Valley Township) یک منطقهٔ مسکونی در ایالات متحده آمریکا است که در شهرستان سانیلاک واقع شده‌است.
 مپل والی ۸۹٫۴ کیلومتر مربع مساحت و ۱٬۱۱۴ نفر جمعیت دارد و ۲۴۲ متر بالاتر از سطح دریا واقع شده‌است.